# Pròmac (fill de Partenopeu)
Pròmac (en grec antic: Πρόμαχος) va ser un heroi grec, fill de Partenopeu. Va prendre part en l'expedició dels epígons que va assaltar Tebes. Pausànias diu que la seva tomba es trobava a la via entre Tebes i Calcis, vora la ciutat de Teumessos, famosa per la guineu teumèsia, a la que no podia atrapar ningú.